# Хватай деньги и беги
«Хватай деньги и беги» (англ. Take The Money And Run) — криминальная комедия Вуди Аллена.

## Сюжет
1 декабря 1935 года миссис Вильям Старквил, жена мастера на все руки из Нью-Джерси, произвела на свет своего первого и единственного ребёнка. Это был мальчик, которого назвали Вёрджил (Вергилий). Ребёнок был милый и жизнерадостный. Ещё до того как ему исполнилось 25, его разыскивала полиция 6 штатов.
Рассказывает учительница: однажды он украл авторучку. Я не хотела позорить его перед всем классом и сказала: «Пусть все закроют глаза, а ученик, который это сделал, вернет ручку». Пока мы сидели с закрытыми глазами, он вернул ручку, и, воспользовавшись моментом, успел пощупать всех девочек класса. Ничего, что я говорю «пощупать»?
Вёрджил ещё в детстве пошёл на дело, но ему не повезло. Он еле успел убежать с тяжелой банкой с жвачками, в которой у него застряла рука.
Вёрджил крепко подружился со своим дедушкой, немецким эмигрантом. Однажды случилась трагедия: на бейсбольном матче дедушке попали мячом по голове. После удара старик повредился в уме и стал уверять всех, что он кайзер Вильгельм.
И вот посреди всей этой нищеты и преступности Вёрджилу подарили виолончель. Играл он просто отвратительно. Он не мог извлечь ни одного правильного звука. Он не знал, с какой стороны подойти к инструменту. Он даже воровал, чтобы платить за уроки, но совершенно не хотел учиться.
18-летний Вёрджил одинок и растерян. Он хочет стать членом уличной шайки. Ему разбивают виолончель.
Постоянно нуждаясь в деньгах, Вёрджил решил стать королём бильярда, но и здесь у него ничего не выходит. Его не взяли на военную службу из-за психологической непригодности.
Тогда он решает сам пойти на дело. Он грабит инкассаторов, угрожая им пистолетом-зажигалкой.
Мы взяли интервью у его родителей. Они дают его в масках, стыдясь своего сына. Он был хороший мальчик, — говорит мать. Он был гангстер и атеист, — говорит отец.
Вёрджил решил убежать из тюрьмы и сделал пистолет из куска мыла и ваксы. Идет дождь, и пистолет дал пену. За попытку побега он получил ещё 2 года.
Медикам нужны добровольцы для апробирования новой вакцины. Взамен можно получить досрочное освобождение. Вёрджил согласился. У вакцины есть одна побочная реакция — на несколько часов он стал раввином.
Стыдясь показаться родителям на глаза, он уезжает в чужой город. Он крадёт женские сумочки, но однажды встречает прекрасную девушку и влюбляется. Её зовут Луиза, и она прачка. Вёрджил говорит ей, что он играет на виолончели в филармоническом оркестре.
Вёрджил опять попадает в тюрьму, а Луизе говорит, что едет на гастроли. Но она узнала, где он, и пришла на свидание. Она согласна ждать 10 лет, но Вёрджил решился на побег вместе с другими заключенными. В последний момент побег отменили, а ему не сказали.
Вёрджил женился на Луизе, а кормить семью нечем. Он пытается поступить на работу, и поступает в одну из контор. Сотрудница на работе шантажирует его, а взамен хочет даже не денег, а измены жене. Так что приходится опять встать на путь преступлений…

## В ролях
| Актёр           | Роль              |
| --------------- | ----------------- |
| Вуди Аллен      | Вёрджил Старквелл |
| Джанет Марголин | Луиза             |
| Марсель Хиллэр  | Фриц              |
| Жаклин Хайд     | мисс Блэр         |
| Лонни Чепмен    | Джейк             |
| Ян Мерлин       | Эл                |
| Джеймс Андерсон | Уорден            |
| Говард Сторм    | Фред              |
| Марк Гордон     | Винс              |
| Луиза Лассер    | Кей Льюис         |

## Награды и номинации

### Номинации
- 1970 Премия Гильдии сценаристов США
  - Лучший комедийный сценарий, написанный непосредственно для экрана, — Вуди Аллен, Микки Роуз